# Tobias Angerer
Tobias (Toby) Angerer, född 12 april 1977 i Traunstein, Bayern, Tyskland, är en tysk längdskidåkare. Han är idrottssoldat med fanjunkares grad vid Bundeswehr. Han har tävlat professionellt sedan 1996.

## Olympiska meriter
Angerer har deltagit i tre olympiska spel. Vid Olympiska vinterspelen 2002 blev han sjua i sprinten, 23:a i dubbeljakten och 33:a på 20 km fristil. Vid samma mästerskap ingick han tillsammans med Jens Filbrich, Andreas Schlütter och Rene Sommerfeldt i det tyska stafettlaget som blev bronsmedaljörer efter Norge och Italien. Vid Olympiska vinterspelen 2006 blev han bronsmedaljör individuellt på 15 km klassiskt efter Andrus Veerpalu och Lukáš Bauer. Han blev även tolva i dubbeljakten och 24:a på 50 km fritt. Dessutom ingick han tillsammans med Filbrich, Schlütter och Sommerfeldt i stafettlaget som slutade på andra plats bakom Italien. Vid Olympiska vinterspelen 2010 blev han sjua på 15 km fritt och i dubbeljakten slutade han på andra plats bakom Marcus Hellner. 

## Meriter från världsmästerskap
Angerer har deltagit vid VM 2003, 2005, 2007, 2009, 2011 och 2013.Totalt har han vunnit tre individuella medaljer. Vid VM 2007 blev det brons på 15 km fritt och silver i dubbeljakten efter landsmannen Axel Teichmann. Vid VM 2009 blev han bronsmedaljör på 50 km fristil. Silvermedaljer har Angerer tagit i sprintstafett vid VM 2007 tillsammans med Teichmann, likväl som i vanlig stafett från VM 2005 och VM 2009. Vid VM 2011 tog han brons i stafett.

## Övriga meriter
I världscupen har Angerer vunnit elva individuella segrar, där den mest betydande var totalsegern i den första omgången av Tour de ski 2006/2007. Dessutom vann han den totala världscupen två gånger, både 2005/2006 och 2006/2007.